# Таранай
Таранай (рос. Таранай) — село у Анівському міському окрузі Сахалінської області Російської Федерації.
Населення становить 733 особи (2013).

## Історія
З 1905 по 3 вересня 1945 року у складі губернаторства Карафуто Японії, відтак у складі Анівського міського округу Сахалінської області.

## Населення
| 1925 | 1935  | 2002 | 2010 | 2013 |
| ---- | ----- | ---- | ---- | ---- |
| 2358 | ↗2635 | ↘865 | ↘743 | ↘733 |